# Jenő Hámori
Jenő Hámori né le 27 décembre 1933 à Győr, est un escrimeur et maître d'armes hongrois. Il a gagné une médaille d'or par équipe (sabre) aux Jeux olympiques de Melbourne en 1956. Après les Jeux olympiques de 1956, il a quitté la Hongrie et a représenté les États-Unis aux Jeux olympiques d'été de 1964.

## Palmarès
- Jeux olympiques:
  -  médaille d'or par équipe aux Jeux olympiques de Melbourne en 1956[1]